# Janne Andersson
Janne Andersson (Halmstad, 1962. szeptember 29. –) svéd labdarúgó, edző. Pályafutása alatt Svédországban három klubban fordult meg, játszott a Alets IK, IS Halmia, és a Laholms FK csapatában is. 2015-ben a IFK Norrköping csapatával bajnoki címet szerzett a svéd első osztályban. 2016 és 2023 között hazája, Svédország szövetségi kapitánya.

## Edzői karrierje

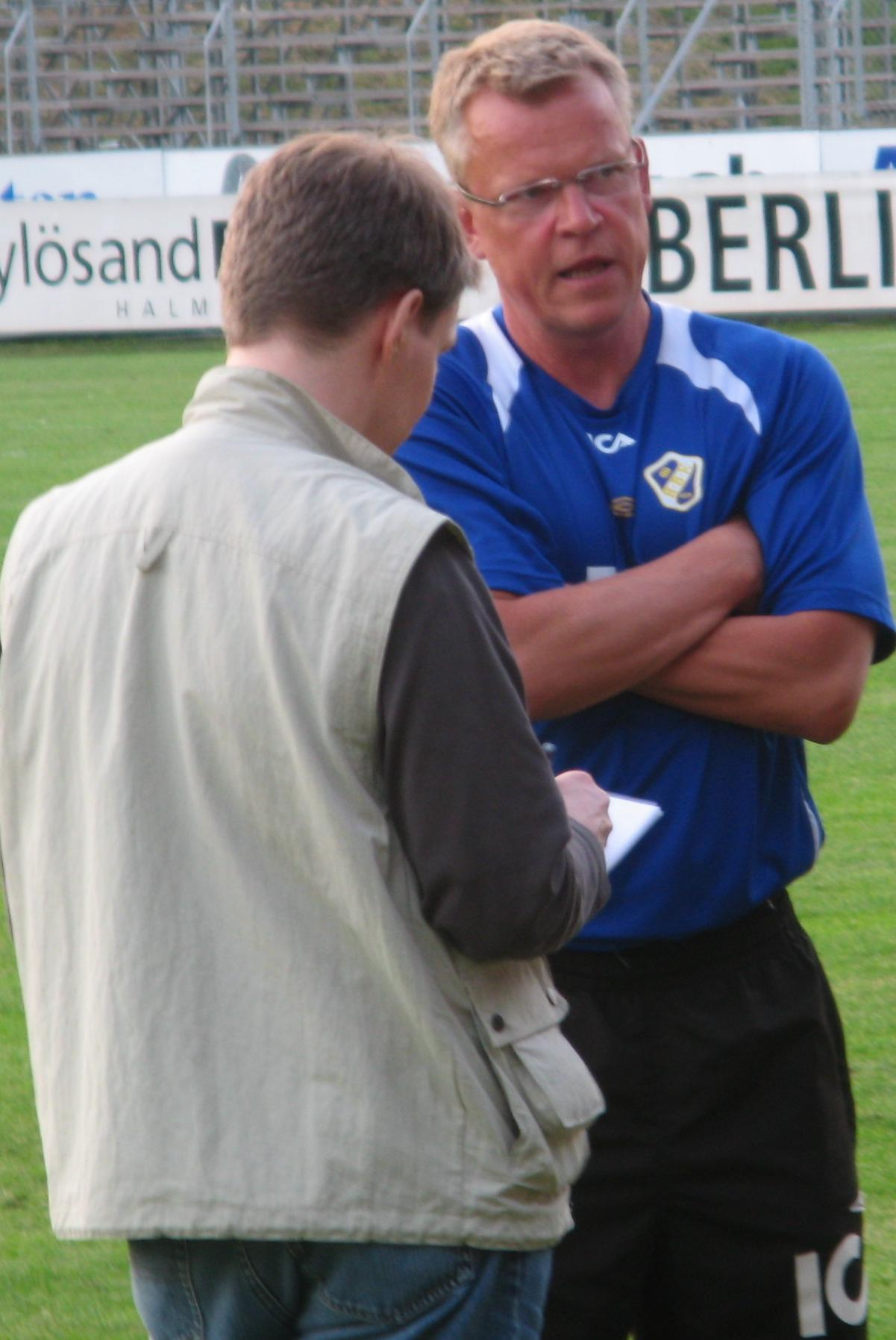
Andersson interjú közben a Halmstad BK edzőjeként 2008-ban.

Már játékos pályafutása alatt is elkezdte az edzősködést, 1988 és 2003 között az Alets IK, a Laholms FK és kétszer a Halmstads BK együttesénél segédedzőként segítette a csapatot. 2004 és 2009 között a Halmstads BK vezetőedzője volt. 2009 decemberében az Örgryte IS csapatával kiestek a Superettanba, a svéd másodosztályba. 2011 decemberében a IFK Norrköping edzőjének nevezték ki, mellyel visszajutottak a Allsvenskanba, a svéd első osztályba. 2015-ben általános meglepetést okozva a IFK Norrköping megnyerték a bajnokságot, miután a Malmö FF csapatát legyőzték az utolsó mérkőzésen. 2016 nyarától Svédország szövetségi kapitánya.

## Sikerei, díjai
Edzőként
IFK Norrköping
- Allsvenskan Bajnok : 2015

## Statisztikája szövetségi kapitányként
2023. november 19-én lett frissítve.
| Csapat     | Edzőség kezdete | Edzőség vége       | Eredményességi mutató | Eredményességi mutató | Eredményességi mutató | Eredményességi mutató | Eredményességi mutató | Eredményességi mutató | Eredményességi mutató | Eredményességi mutató |
| Csapat     | Edzőség kezdete | Edzőség vége       | Msz                   | Gy                    | D                     | V                     | LG                    | KG                    | GK                    | Gy %                  |
| ---------- | --------------- | ------------------ | --------------------- | --------------------- | --------------------- | --------------------- | --------------------- | --------------------- | --------------------- | --------------------- |
| Svédország | 2016 június 23. | 2023. november 19. | 94                    | 48                    | 15                    | 31                    | 151                   | 97                    | +54                   | 51.06                 |